# Fáscia espermática externa
A fáscia espermática externa (fáscia intercrural ou intercolunar) é uma membrana fina, prolongada para baixo em torno da superfície do cordão espermático e testículos. É separado da túnica dos dartos por tecido conjuntivo frouxo. É ocasionalmente referido como 'Le Fascia de Webster' depois de um anatomista que uma vez descreveu.
É derivado da aponeurose do músculo oblíquo externo abdominal.